# 1929年5月9日日食
1929年5月9日日食是一次日全食，發生於1929年5月9日。新月當天（即朔日），地球上觀測到月球和太阳的角距離極小，此時月球如果恰好在月球交點附近，穿過太阳和地球之間，與地球、太阳接近一直線，則會出現日食。月球本影接觸地表而使該區域完全得不到陽光，就會形成日全食，同時在本影兩側數千公里的半影範圍內遮擋部分陽光，形成日偏食。此次日全食經過了荷屬東印度、馬來聯邦、暹羅、法屬印度支那、南沙群島、美屬菲律賓、日本的託管地南洋群島，日偏食則覆蓋了非洲東南部、亚洲東南部及周邊部分地區。

## 日食概況

### 出現區域
印度洋西南部、南非聯邦海岸東南約730公里處在日出時最先看到日全食。隨後月球本影向東北斜貫印度洋，途中在荷屬東印度（今印尼）科科斯島（Kokos）西南約330公里處達到最大食分。此後本影穿過蘇門答臘北部、馬來半島，擦過法屬印度支那南端，穿過南海、美屬菲律賓，逐漸轉向東南，又覆蓋了密克羅尼西亞島群的部分島嶼後在日落時分結束於薩塔萬環礁西南約80公里的洋面。
本影經過的陸地依次包括：
- 荷屬東印度（今印度尼西亚）：自西南向東北斜貫亞齊特區中部偏北並擦過北蘇門答臘省最北端；
- 馬來聯邦（今屬馬來西亞）：檳城州北部、吉打州除南部外的大部、玻璃市州、霹靂州極北端；
- 暹羅（今泰国）：沙敦府除北部外的大部、博他侖府南部、宋卡府中南部、惹拉府除南部邊境外的大部、北大年府、陶公府中北部；
- 法属印度支那（今越南部分）：金甌省中南部、薄寮省中南部、朔莊省南部、茶榮省南部、福綏省（今巴地頭頓省）崑崙群島；
- 南沙群島：永暑礁、福祿寺礁、大現礁、九章群礁、康樂礁、鄭和群礁、渚碧礁、道明群礁、中業群礁、長灘、火艾礁、西月島、孔明礁、恆礁、北恆礁、三角礁、祿沙礁、美濟礁、五方礁、馬歡島、費信島、仁愛礁北端、半路礁；
- 美屬菲律賓（今菲律賓）：民馬羅巴區的巴拉望省中部偏北，西米沙鄢區的安蒂克省除北部外的大部、阿克蘭省南部、卡皮茲省除北部沿海以外的大部、伊洛伊洛省、吉馬拉斯省、西內格羅省中北部，中米沙鄢區的東內格羅省北部、宿霧省中北部、保和省北部，東米沙鄢區的禮智省除西北端外的絕大部分、南萊特省、薩馬省南部、東薩馬省南部，卡拉加區的迪納加特群島省和北蘇里高省北部；
- 大日本帝国南洋群島（今密克羅尼西亞聯邦部分）：雅浦島南部、沃萊艾環礁、伊法利克環礁、埃拉托環礁中南部。[3][4]

除了狹窄的全食帶內能看見日全食之外，月球半影覆蓋範圍內都能看到日偏食，包括南部非洲除西部外的大部、中非東南部、东非中南部、南亚中東部、中國中南部、朝鲜半岛除東北角外的絕大部分、日本中南部、东南亚、澳大利亚中北部、密克羅尼西亞島群中西部、美拉尼西亚島群中西部。

### 基本參數
- 類型：日全食
- 食甚中心處（位於荷屬東印度科科斯島西南約330公里的印度洋）資料：
  - 時間：1929年5月9日6:10:10.0
  - 地點：1°35.5′N 92°41.8′E / 1.5917°N 92.6967°E
  - 食分：1.0562（全食帶內最大）
  - 日全食持續時間：5分6.7秒

## 觀測
英国和德国科學家組成的觀測隊前往暹羅南部的北大年府觀測了日全食。暹羅國王拉瑪七世和王后拉拍盤呢也到北大年府參觀了外國科學家設立的觀測營地，並一同觀測了日全食。這是迄今為止暹羅（泰国）最後一次迎接大規模的日食觀測團隊，此後包括1955年6月20日的美国觀測隊在內，規模都小了許多。

## 相關的日食

### 1928-1931年的日食
月球交替位於相對的月球交點時，以半個交點年（食年），即約177天又4小時間隔出現下列日食。
註：1928年6月17日的日偏食屬於上一組交點年系列。1931年9月12日的日偏食屬於下一組交點年系列。
| 升交點   | 升交點                   |          | 降交點                    | 降交點 |
| 沙羅周期 | 地圖                     | 沙羅周期 | 地圖                      |        |
| 117      | 1928年5月19日 全食       | 122      | 1928年11月12日 偏食（北） |        |
| 127      | 1929年5月9日 全食        | 132      | 1929年11月1日 環食        |        |
| 137      | 1930年4月28日 全環食     | 142      | 1930年10月21日 全食       |        |
| 147      | 1931年4月18日 偏食（北） | 152      | 1931年10月11日 偏食（南） |        |

### 沙羅周期
沙羅週期長度為18年11天。本次日食屬於沙羅週期127，共包含82次日食，依次為991年10月10日至1334年5月4日的20次日偏食、1352年5月14日至2091年8月15日的42次日全食、2109年8月26日至2416年2月29日的20次日偏食，總共歷時1460.44年。其中最長的全食發生於1532年8月30日，共持續了5分40秒。
下表列舉了1901年至2100年間發生的屬於該周期的日食，是第52至62次：
| 52            | 53            | 54            |
| ------------- | ------------- | ------------- |
| 1911年4月28日 | 1929年5月9日  | 1947年5月20日 |
| 55            | 56            | 57            |
| 1965年5月30日 | 1983年6月11日 | 2001年6月21日 |
| 58            | 59            | 60            |
| 2019年7月2日  | 2037年7月13日 | 2055年7月24日 |
| 61            | 62            |               |
| 2073年8月3日  | 2091年8月15日 |               |

## 資料來源
1. ↑  樊忠玉. . 中国天文科普网.   [2016-04-01]. （原始内容存档于2014-09-17）.
2. 1 2  Fred Espenak. . NASA Eclipse Web Site.   [2016-04-03]. （原始内容存档于2020-10-20）.（英文）
3. ↑  Fred Espenak. . NASA Eclipse Web Site.   [2016-04-03]. （原始内容存档于2020-10-20）.（英文）
4. ↑  Xavier M. Jubier. .   [2016-04-03]. （原始内容存档于2019-06-09）.（法文）（英文）
5. ↑  Fred Espenak. . NASA Eclipse Web Site.   [2016-04-03]. （原始内容存档于2017-12-28）.（英文）
6. ↑  . 泰國國家天文研究所.   [2016-04-03]. （原始内容存档于2016-03-30）.（英文）
7. ↑  Fred Espenak. . NASA Eclipse Web Site.（英文）

## 外部連結
- NASA日食專頁（页面存档备份，存于）（英文）
- 可見區域圖和時間統計：由弗雷德·埃斯佩纳克做出的日食預報，NASA/GSFC
  - Google互動地圖呈現的日食範圍
  - 貝塞爾元素
- Google地圖顯示的日全食和日偏食範圍（页面存档备份，存于）（法文）（英文）
- 1900-1937年歷次日全食的日冕（页面存档备份，存于），本次拍攝於美屬菲律賓宿霧島（法文）（英文）

| \| \| 日食 \|                              |                             |                                           |
| 上一次日食： 1928年11月12日日食 （日偏食） | 1929年5月9日日食 （日全食） | 下一次日食： 1929年11月1日日食 （日環食） |
| 上一次日全食： 1928年5月19日日食           | 1929年5月9日日食 （日全食） | 下一次日全食： 1930年10月21日日食         |
|                                            | 日食                        |                                           |